# گئورگیفسکی (باشقیرستان)
گئورگیفسکی (انگلیسی: Georgiyevsky, Republic of Bashkortostan) یک شهرک در شهرستان زیانچورینسکی استان باشقیرستان کشور روسیه است.